# Primus inter pares
Primus inter pares (PIP) é uma expressão latina que pode ser traduzida como "primeiro entre iguais". A frase indica que uma pessoa tem maior dignidade (ou experiência) entre outros do mesmo nível ou ofício.
No contexto eclesiástico, diz-se do arcebispo que, apesar de ter a mesma autoridade que os outros bispos, sustenta uma prerrogativa de honra entre os demais.

## Na Igreja Ortodoxa
O termo primus inter pares é usado também dentro da administração da Igreja Ortodoxa. Diferente do catolicismo romano, em que um único papa governa toda a Igreja como autoridade única e absoluta, os ortodoxos são organizados de tal maneira em que não existe um único patriarca, mas nove. Todavia, o Patriarca Ecumênico de Constantinopla exerce uma função primus inter pares, que, apesar de estar no mesmo nível de ofício dos outros oito patriarcas, é considerado o primeiro representante da Igreja, apesar de haver uma disputa de influência com o Patriarca de Moscou, que, mesmo não sendo sendo o primus inter pares, é o patriarca que detém a maior quantidade de fiéis dentro da ortodoxia.